# Pan troglodytes verus
El chimpancé occidental o chimpancé del oeste africano (Pan troglodytes verus) es una subespecie de chimpancé común (Pan troglodytes). Habita en el oeste de África, principalmente en Costa de Marfil y Guinea pero con poblaciones en los países vecinos.

## Etimología
Pan deriva del dios griego de los campos, bosques y valles, Pan. Troglodytes es la palabra griega para decir cavernícola, y fue acuñado por Johann Friedrich Blumenbach en su Handbuch der Naturgeschichte (Manual de Historia Natural) publicado en 1779. Verus viene del latín, y significa "verdadero", y Ernst Schwarz nombró así a esta subespecie.
Originalmente Schwarz lo clasificado como Pan satyrus verus.

## Distribución y hábitat
La población de P. t. verus se extiende desde el sur de Senegal por la zona este hasta el río Níger.
Hoy en día las mayores poblaciones se encuentran en Costa de Marfil y en Guinea. Otras poblaciones sobreviven en Liberia y Sierra Leona; en Malí, de acuerdo con la Unión Internacional para la Conservación de la Naturaleza (UICN); y en Guinea-Bissau y Nigeria, de acuerdo con el World Wide Fund for Nature (WWF). La UICN no está en la certeza de la presencia de esta subespecie en Nigeria. Viven en poblaciones relictas en Ghana y Senegal; en Burkina Faso y Guinea-Bissau, de acuerdo con el IUCN; y en Malí, de acuerdo con el WWF. La subespecie se ha extinguido en estado silvestre en Gambia, y, posiblemente, en Benín, Burkina Faso, y Togo.

## Estado de conservación
Las listas de la UICN tienen al chimpancé como especies en peligro de extinción en su Lista Roja de Especies Amenazadas. Hay una población estimada de 21.300 a 55.600 individuos en estado salvaje. La principal amenaza para el chimpancé es la destrucción de su hábitat, aunque también por ser utilizado como carne
.